# Kao-šeng
Kao-šeng (čínsky 高陞, kantonským čtením Koušing) byl osobní a nákladní parník postavený roku 1883 pro britskou Indo-China Steam Navigation Company Ltd. obchodující s bavlnou, hedvábím, opiem a čajem. Roku 1894 byl pronajatý Čínskému císařství dynastie Čching k transportu vojáků do Koreje v předvečer první čínsko-japonské války, při kterém byl potopen japonským křižníkem Naniwa.

## Potopení Kao-šengu
Kao-šeng měl být využit k přepravě 1100, 1220, nebo 1500 čínských vojáků, členů expedičního sboru na potlačení nepokojů v Koreji. Dne 23. července 1894 vyplul z čínského přístavu u pevnosti Ta-Ku a zamířil do korejského Asanu. Doprovod mu dělal dělový člun Čchao-ťiang. Kolem 9. hodiny ranní 25. července narazil na japonský svaz složený z chráněných křižníků Akicušima a Naniwa. Kapitán Naniwy Heihačiró Tógó dal příkaz k zastavení lodě (Čchao-ťiang se mezitím vypařil, pronásledován Akicušimou).
Došlo k několikahodinovému jednání mezi Japonci, britskou posádkou a Číňany. Britská posádka, které velel Thomas Ryder Galsworthy, navrhovala Číňanům, aby buďto poslechli japonské požadavky a nebo aby jí bylo dovoleno odejít. Dva čínští generálové na palubě se ale odmítali vzdát a Číňané se vzbouřili proti britské posádce. Nakonec se Tógó rozhodl Kao-šeng potopit. Podle Evans & Peattie se tak stalo dělostřelbou, podle jiné verze byl Kao-šeng potopen zásahem torpéda v oblasti strojovny.
Zahynulo přibližně 700 Číňanů (800 podle Allen & Lettens). Podle dobových pozorovatelů představovali vojáci ztracení na palubě Kao-šengu to nejlepší, co Čína měla.

## Důsledky
Potopení Kao-šengu společně s předcházejícím incidentem ze stejného dne (bitva u Asanu) bylo záminkou k vyhlášení války mezi Čínou a Japonskem.
Jardine Matheson & Co. (mateřská společnost vlastníka Kao-šengu) se dožadovala odškodnění od japonské vlády za způsobenou ztrátu. V tom měla podporu i britského tisku, ale britská vláda nakonec záležitost smetla ze stolu, neboť Kao-šeng přepravoval vojáky, odmítl uposlechnout japonské příkazy a Japonsko a Čína již tou dobou byly de facto (i když ne de iure) ve válce.